# Arata Iura
Arata Iura (井浦 新 Iura Arata?,  Tokio, Japón, 15 de septiembre de 1974), también conocido bajo su monónimo de Arata, es un actor, modelo y diseñador de moda japonés. 

## Carrera
En 2008, Iura coprotagonizó el filme Hebi ni Piasu junto a Yuriko Yoshitaka y Kengo Kōra, basada en la novela homónima. En 2010, apareció en Yukizuri no Machi de Junji Sakamoto, e interpretó al célebre Yukio Mishima en la película de 2012, 11.25 Jiketsu no Hi: Mishima Yukio to Wakamonotachi, de Kōji Wakamatsu.
También ha aparecido en varias de las películas de Hirokazu Koreeda, tales como After Life, Distance y Air Doll.

## Filmografía

### Películas
- After Life (1998)
- Shady Grove (1999)
- Distance (2001)
- Ping Pong (2002)
- Aoi Kuruma (2004)
- Gina K (2005)
- Mayonaka no Yaji-san Kita-san (2005)
- The Prisoner (2007)
- Purukogi (2007)
- United Red Army (2007)
- Hebi ni Piasu (2008)
- 20th Century Boys (2008)
- Air Doll (2009)
- Ultra Miracle Love Story (2009)
- John Rabe (2009)
- Caterpillar (2010)
- Zatōichi Za Rasuto (2010)
- Yukizuri no Machi (2010)
- Kimi ni Todoke (2010)
- 11.25 Jiketsu no Hi: Mishima Yukio to Wakamonotachi (2012)
- Kazoku no kuni (2012)
- Bakugyaku Familia (2012)
- Sū-chan Mai-chan Sawako-san (2012)
- The Millennial Rapture (2013)
- Sayonara keikoku (2013)
- Soshite Chichi ni Naru (2013)
- A Band Rabbit and a Boy (2013)
- Fushigi na misaki no monogatari (2014)
- High & Low: The Movie (2016)
- Hikari (2017)
- Nijūrokuya machi (2017)
- Niwatori Star (2018)
- Red Snow (2018)

### Televisión
- Mori no Asagao (2010)
- Mitsu no Aji: A Taste of Honey (2011)
- Taira no Kiyomori (2012)
- Rich Man, Poor Woman (2012)
- Makanai: la cocinera de las maiko (2023), Masahiro Tanabe.[7][8]

### Videojuegos
```
* 
 Yakuza 0 
 (2015)
```